# Boissonneaua
Boissonneaua é um género de ave da família Trochilidae (beija-flores).
Este género contém as seguintes espécies:
- beija-flor-purpúreo, colibri-de-sete-cores - Boissonneaua jardini (Bourcier, 1851)
- beija-flor-de-peito-castanho, colibri-de-peito-ruivo - Boissonneaua matthewsii (Bourcier, 1847)
- beija-flor-de-cauda-fulva, colibri-de-cauda-amarelada - Boissonneaua flavescens (Loddiges, 1832)